# 12846 Fullerton
12846 Fullerton (1997 MR) là một tiểu hành tinh vành đai chính được phát hiện ngày 28 tháng 6 năm 1997 bởi Spacewatch ở Kitt Peak.